# Françoise Autrand
Françoise Autrand, (Istres, 21 de diciembre de 1932) es una historiadora francesa, especialista en la historia política de la Edad Media.

## Biografía
Habiendo crecido en Marsella, fue exalumna del Lycée Louis-le-Grand y de la Escuela Normal Superior para Jóvenes donde se graduó en Historia y Geografía en 1957. Enseñó durante ocho años en la escuela secundaria (incluida la escuela secundaria de Sèvres), luego, en 1965, obtuvo un puesto como asistente de historia en la Sorbona. Continuó su carrera académica en la Universidad de París 1 tras la escisión de la Universidad de París, y en 1976 fue nombrada profesora asistente en la École Normale Supérieure de Sèvres, entonces profesora, donde dirige el Departamento de Historia. Es, además, Caballero de la Legión de Honor.
Es también la esposa del historiador de la literatura francesa Michel Autrand.

## Investigaciones
Medievalista y especialista en la historia política de la Edad Media, defendió en 1978 una tesis de Estado titulada Naissance d'un grand corps de l'Etat: les gens du parlement de Paris, 1345-1454 dirigido por Bernard Guenée.
Ha colaborado en una historia de los funcionarios y de la función pública en Francia y ha escrito varios libros dedicados al mundo medieval oa la diplomacia. Es autora de dos biografías de reyes de Francia, Carlos V el Sabio y Carlos VI, así como las biografías de Juan I de Berry y Christine de Pizan.

## Publicaciones
- Naissance d'un grand corps de l'État. Publications de la Sorbonne. Série N.S. Recherche (en francés). Paris: Publications de la Sorbonne. 1994. p. 459. ISBN 2-85944-032-1. Consultado el 12 de agosto de 2022. Premio Gobert 1982 de la Academia de Inscripciones y Bellas Letras.
- Prosopographie et genèse de l'État moderne, actas de la mesa redonda, 1986, 356 p.
- Charles VI. Paris: Fayard. 1986. p. 647. ISBN 978-2213017037. Consultado el 12 de agosto de 2022.
- Charles V. Paris: Fayard. 1994. p. 909. ISBN 2-213-02769-2.
- Jean de Berry (en francés). Paris: Fayard. 2000. p. 552. ISBN 2-213-60709-5.
- Histoire de la diplomatie française: Tome 1, Du Moyen Age à l'Empire, Biblioteca Académica Perrin, 2007, 637 p. ISBN 978-2262027346 Obra colectiva.
- Christine de Pizan (en francés). Paris: Fayard. 2009. p. 506. ISBN 978-2-213-63642-9.
- L'espace français: histoire politique du début du XIe siècle à la fin du XVe, con Dominique Barthélémy & Philippe Contamine, Actes des congrès de la Société des historiens médiévistes de l'enseignement supérieur public, 1989, vol. 20, n 1, p. 101-125.
- Culture et mentalité : les librairies des gens du parlement au temps de Charles VI, Anales. Economías, Sociedades, Civilizaciones, 1973/5, p. 1219-1244
- L'image de la noblesse en France à la fin du Moyen Âge. Tradition et nouveauté, Comptes rendus des séances de la Academia de Inscripciones y Bellas Letras, 1979, vol. 123, n 2, p. 340-354
- L'allée du roi dans les pays de Languedoc 1272-1390, Publicaciones de la Escuela Francesa de Roma, 1994, vol. 190, n 1, p. 85-97 [ leer en línea ] .
- La force de l'âge: jeunesse et vieillesse au service de l'État en France aux XIVe et XVe siècles, Comptes rendus des séances de la Academia de Inscripciones y Bellas Letras, 1985 vol. 129, n 1, p. 206-223